# Карибаев, Жандар Карибаевич
Жандар Карибаев (каз. Жандар Кәрібайұлы Кәрібаев, 20 ноября 1939, Тюлькубасский район, Южно-Казахстанская область Казахская ССР — 11 февраля 2020) — казахстанский государственный и общественный деятель. Депутат Сената Парламента Республики Казахстан (1995—2002). Почётный гражданин Жамбылской области (2005).

## Биография
Родился 20 ноября 1939 года в Тюлькубасском районе Южно-Казахстанской области.
В 1965 году окончил филологический факультет Казахского государственного университета им. С. М. Кирова по специальности «филолог».
В 1975 году окончил Алма-Атинскую высшую партийную школу по специальности «политолог».
В 1999 году окончил Академию международного права по специальности правовед.
Дети: Динара, Женис и Мукаш.

### Трудовая деятельность
Трудовую деятельность начал учителем немецкого языка в школе-интернате имени Бауыржана Момышулы в селе Аса Жамбылского района.
С 1966 по 1969 годы — Литературный сотрудник, заведующий отделом, ответственный секретарь, заместитель редактора редакции газеты «Шугыла» Жамбылского района.
С 1969 по 1976 годы — Инструктор, заведующий отделом Жамбылского райкома партии, редактор районных газет «Шугыла» и «Радуга».
С 1976 по 1984 годы — Секретарь Жамбылского районного комитета партии.
С 1984 по 1992 годы — Руководитель отдела идеологии, организационной и кадровой работы комитета партии Жамбылской области.
С 1992 по 1995 годы — Начальник управления культуры Жамбылской области.
С 1995 по 2002 годы — Депутат Сената Парламента Республики Казахстан І и ІІ созывов, член постоянного Комитета по социально-культурному развитию, заместитель председателя Постоянного комитета сената по вопросам регионального развития и самоуправления.
Был председателем Общественного совета Жамбылской области.
Умер 11 февраля 2020 г.

## Награды и звания
- Орден Курмет (2001)[2]
- Орден Парасат (2016)[3][4]
- Медаль «Дружба» (Монгольская Народная Республика За вклад в укрепление братства между двумя странами)
- Медаль «Астана» (1998)
- Награждён нагрудным знаком Первого Президента Республики Казахстан «Алтын барыс».
- Неоднократно награждался личным благодарственным письмом Первого Президента Республики Казахстан.
- почётное звание «Почётный гражданин Жамбылской области» (2005 года)
- Государственные юбилейные медали
- 2001 — Медаль «10 лет независимости Республики Казахстан»
- 2005 — Медаль «10 лет Конституции Республики Казахстан»
- 2006 — Медаль «10 лет Парламенту Республики Казахстан»
- 2008 — Медаль «10 лет Астане»
- 2011 — Медаль «20 лет независимости Республики Казахстан»
- 2015 — Медаль «20 лет Конституции Республики Казахстан»[5]
- 2015 — Медаль «20 лет Ассамблеи народа Казахстана»
- 2016 — Медаль «25 лет независимости Республики Казахстан»
- 2018 — Медаль «20 лет Астане»[6]